# Deginal, Indi
Deginal là một làng thuộc tehsil Indi, huyện Bijapur, bang Karnataka, Ấn Độ.